# Karl Naumann (Maler)
Karl (auch Carl) Naumann (* 16. September 1872 in Jena; † 14. Mai 1955 ebenda) war ein deutscher Maler.

## Leben und Werk
Naumann war ein Sohn von Ernst Naumann (1832‒1910), Musikdirektor der akademischen Konzerte der Universität Jena. Er besuchte die Königlich Sächsische Kunstgewerbeschule Dresden und studierte nach 1896 bei Robert Pötzelberger, Carlos Grethe und Leopold von Kalckreuth an der Großherzoglich Badischen Kunstschule Karlsruhe und der Königlichen Akademie der Bildenden Künste Stuttgart. Nach dem Studium war er 1902 in Jena und hatte dort eine Ausstellung. Möglicherweise arbeitete er vorübergehend als Zeichenlehrer in Dresden. Das Adressbuch von 1905 verzeichnete ihn als „Porträtmaler und Zeichenlehrer Carl F. E Naumann“ in der Breitestraße 17. Wahrscheinlich 1906 ging er zurück nach Jena, wo er am Lyzeum als Zeichenlehrer arbeitete. 1912 wurde er „durch Entschließung der Großh. und Herzogl. Sächs. Regierungen“ außerdem zum Universitäts-Zeichenlehrer an der Jenaer Universität ernannt. Das war eine Honorarstelle, und Naumann fiel später zweimal für ein ganzes Sommersemester aus gesundheitlichen Gründen aus.
Naumann betätigte sich daneben als Maler, Zeichner und Grafiker. Außerdem übernahm er u. a. Aufträge für naturwissenschaftliche Zeichnungen, vor allem von Professoren der Universität, darunter Ernst Abbe.
1906 wurde Naumann Mitglied des Deutschen Künstlerbundes und nahm im Großherzoglichen Museum für Kunst und Kunstgewerbe Weimar an dessen dritter Ausstellung teil.
Nachdem er 1934 in den Ruhestand gegangen war, betätigte er sich in Jena als freischaffender Künstler. Auch nach dem Ende des Zweiten Weltkriegs arbeitete er künstlerisch, ohne Mitglied des Verbands Bildender Künstler der DDR zu werden.
Naumann schuf vor allem Bildnisse und Landschaftsbilder.
Mehrere Handzeichnungen, Aquarelle und Druckgrafiken Naumanns, darunter frühe Arbeiten und solche von 1945 bis 1948, befinden sich in den Städtischen Museen Jena.

## Weitere Werke (Auswahl)
- Porträt Wolf Meyer-Erlach (Öl, 65 × 50 cm, zw. 1935 und 1937; Kustodie der Friedrich-Schiller-Universität Jena)[7][8]
- Porträt Karl von Hase (Öl, 1928; Kustodie der Friedrich-Schiller-Universität Jena?)